# Sydney Margaret Stent
Sydney Margaret Stent (30 de noviembre de 1875 - 1942) fue una botánica, exploradora, y destacada agrostóloga sudafricana. Realizó recolecciones en Sudáfrica y en Zimbabue.

## Algunas publicaciones
- Melle, ha; sm Stent. Fodder and pasture grasses of South Africa. 1. Sudangrass. (Sorghum sudanense Stapf.) Jour. Dept. Agric. South. Africa
- Stent, sm; h Curson. 1922. Poisonous. Plants of South Africa, vol. 2; Bull. N.º 7; Dept. Agri. Union of South. Africa

## Honores
- (Asclepiadaceae) Ceropegia stentiae E.A.Bruce[2]

- (Poaceae) Digitaria stentiana Henrard[3]

- (Poaceae) Eragrostis stentiae Bremek. & Oberm.[4]

- La abreviatura «Stent» se emplea para indicar a Sydney Margaret Stent como autoridad en la descripción y clasificación científica de los vegetales.[5]